# Kleinblättrige Zwergmispel
Die Kleinblättrige Zwergmispel (Cotoneaster microphyllus) ist ein immergrüner, bis 1 Meter hoher Strauch mit roten Früchten aus der Gruppe der Kernobstgewächse (Pyrinae). Das natürliche Verbreitungsgebiet der Art liegt in China, Indien, Myanmar und Nepal. Sie wird häufig als Zierpflanze verwendet.

## Beschreibung

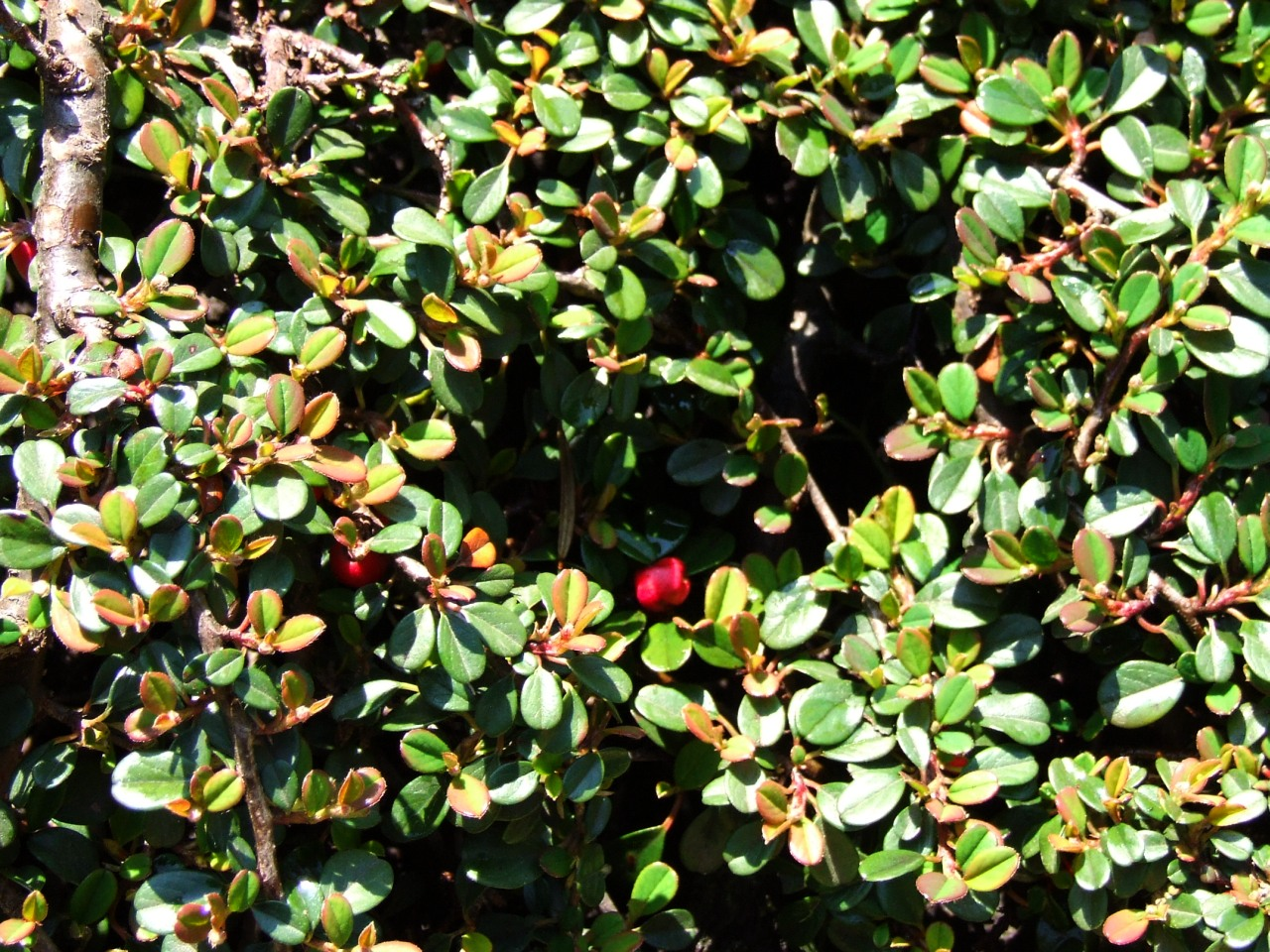
Blätter und Früchte

Die Kleinblättrige Zwergmispel ist ein immergrüner, bis zu 1 Meter hoher, dicht verzweigter Strauch mit niederliegenden Ästen. Die Zweige stehen aufrecht und sind sparrig verzweigt. Sie sind rötlich braun bis schwarzbraun, stielrund, anfangs gelblich behaart und allmählich verkahlend. Die Laubblätter sind in Blattstiel und Blattspreite gegliedert. Der Blattstiel ist 1 bis 2 oder bis über 4 Millimeter lang und behaart. Die Nebenblätter sind lanzettlich oder linealisch, etwa so lang wie die Blattstiele und leicht behaart. Die Blattspreite ist einfach, verkehrt-eiförmig bis länglich verkehrt-eiförmig, 4 bis 10, selten bis 16 Millimeter lang und 4 bis 8 Millimeter breit, dick ledrig, meist mit spitzer, selten ausgerandeter oder mehr oder weniger stumpfer Blattspitze, mit breit keilförmiger Basis und nach unten umgebogenem Blattrand. Die Blattoberseite ist glänzend grün, kahl oder spärlich behaart, mit eingesenkter Mittelader; die Unterseite ist hellgrau behaart, selten kahl, mit hervortretender Mittelader.
Die Blüten wachsen einzeln oder bis zu dreien auf 2 bis 3 Millimeter langen, spärlich behaarten Blütenstielen. Sie haben Durchmesser von 8 bis 10 Millimeter. Der Blütenbecher ist glockenförmig und außen zumindest anfangs behaart. Die Kelchblätter sind eiförmig-dreieckig, mit stumpfer Spitze, 1 bis 1,5 Millimeter lang und beinahe genauso breit. Die Kronblätter stehen waagrecht, sie sind weiß, rundlich, etwa 4 Millimeter lang und etwa genauso breit, mit stumpfer Spitze und kurz genagelter Basis. Die 15 bis 20 Staubblätter sind kürzer als die Kronblätter. Die Spitze des Fruchtknotens ist behaart. Die zwei freistehenden Griffel sind kürzer als die Staubblätter. Die scharlachroten, runden Früchte haben Durchmesser von 5 bis 6, selten bis 10 Millimeter. Je Frucht werden zwei Kerne gebildet. 
Die Kleinblättrige Zwergmispel blüht im Mai und Juni, die Früchte reifen von August bis September.
Die Chromosomenzahl beträgt 2n = 68.

## Vorkommen und Standortansprüche
Das natürliche Verbreitungsgebiet liegt in den chinesischen Provinzen Sichuan, Xizang und Yunnan, in Bhutan, in der Himalaya-Region Indiens, in Nepal und Myanmar. Die Kleinblättrige Zwergmispel wächst in Steppen, Trockenwäldern und Strauchflächen in 2000 bis 4200 Metern Höhe auf mäßig trockenen bis frischen, schwach sauren bis alkalischen, sandig-lehmigen bis lehmigen, nährstoffreichen Böden an sonnigen bis lichtschattigen Standorten. Die Art ist wärmeliebend und frosthart.

## Systematik
Die Kleinblättrige Zwergmispel (Cotoneaster microphyllus) ist eine Art aus der Gattung der Zwergmispeln (Cotoneaster). Sie wird in der Familie der Rosengewächse (Rosaceae) der Unterfamilie Spiraeoideae, Tribus Pyreae der Untertribus der Kernobstgewächse (Pyrinae) zugeordnet. Die Art wurde 1827 als Cotoneaster microphylla erstmals wissenschaftlich beschrieben. Der Gattungsname Cotoneaster leitet sich vom lateinischen „cotoneum malum“ für die Quitte (Cydonia oblonga) ab. Die Endung „aster“ ist eine Vergröberungsform für Pflanzengruppen, die im Vergleich zu ähnlichen Gruppen als minderwertig betrachtet werden. Das Artepitheton microphyllus kommt aus dem Griechischen und bedeutet „kleinblättrig“.
Es werden bis zu vier Varietäten unterschieden, deren Status als Varietät jedoch nicht allgemein anerkannt wird:

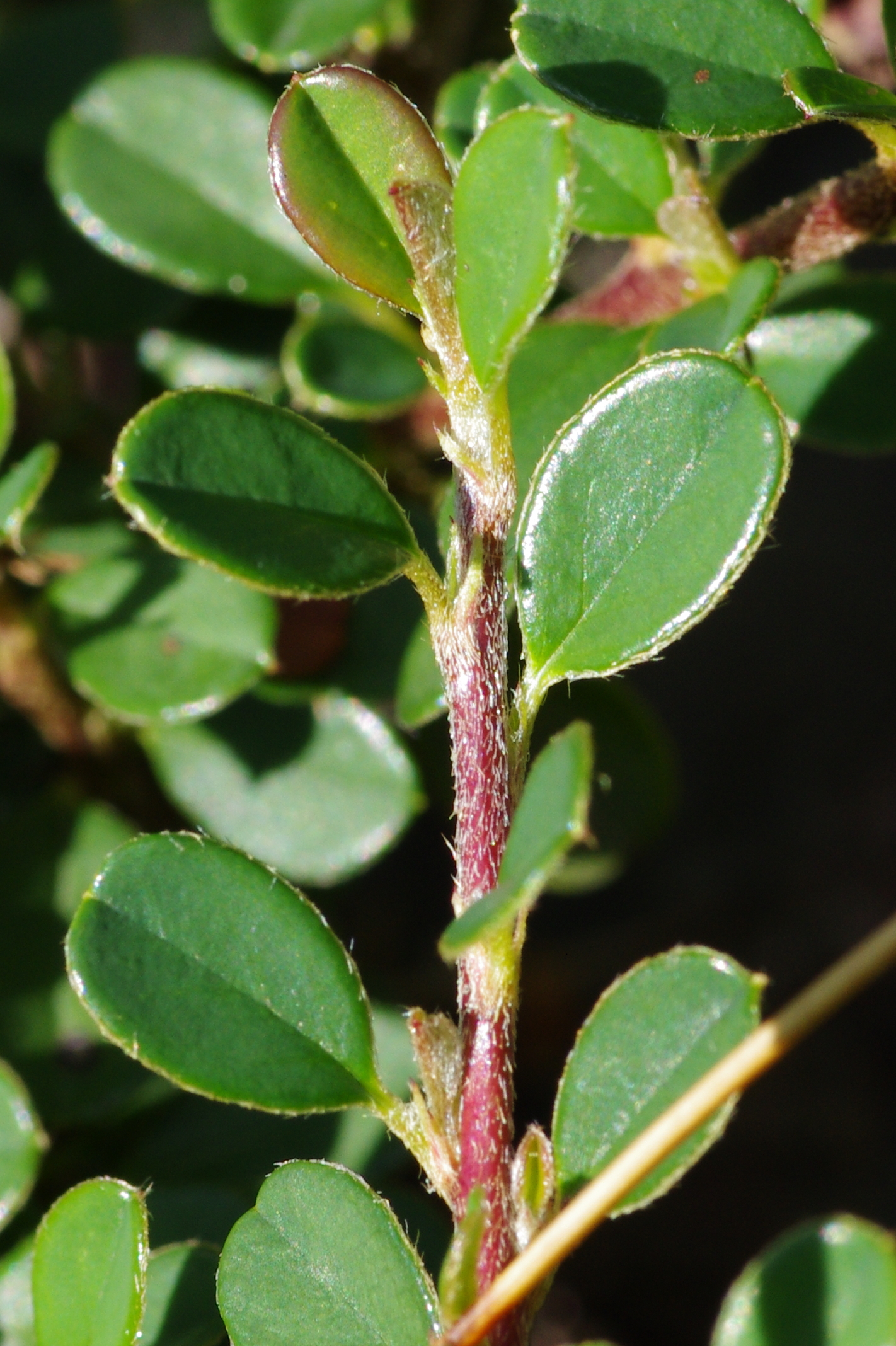
Blätter der Varietät Cotoneaster microphyllus var. thymifolius

- Cotoneaster microphyllus var. cochleatus (Franchet) Rehder & E. H. Wilson mit 2 bis 4 Millimeter langen Blattstielen und ovalen bis eiförmig-ovalen, 5 bis 11 Millimeter langen und 3 bis 8 Millimeter breiten Blattspreiten, mit grauweiß behaarter Blattunterseite, kahler Oberseite und eingerolltem Blattrand. Der Blütenbecher außen und die Kelchblätter auf der Unterseite sind dicht und bleibend grau behaart. Die Kronblätter sind weiß. Die Chromosomenzahl beträgt 2n=68. Die Varietät wächst in Höhen von 2000 bis 3000 Metern in Sichuan, Yunnan, Bhutan und Nepal.[9]
- Cotoneaster microphyllus var. glacialis J. D. Hooker ex Wenzig mit 1 bis 2 Millimeter langen Blattstielen und ovalen, 6 bis 12 Millimeter langen und 4 bis 7 Millimeter breiten Blattspreiten und kahlen oder unterseits wenig behaarten Blattspreiten. Der Blütenbecher außen und die Kelchblätter auf der Unterseite sind anfangs spärlich behaart und verkahlend. Die Kronblätter sind leicht rosa gefärbt. Die Varietät wächst in Höhen von 3900 bis 4200 Metern in Xizang, Yunnan, Bhutan, Indien und Nepal.[10]
- Cotoneaster microphyllus var. microphyllus mit verkehrt eiförmigen bis länglich verkehrt-eiförmigen, 4 bis 10 Millimeter langen und 4 bis 7 Millimeter breiten, auf beiden Seiten behaarten Blattspreiten. Die Kronblätter sind weiß. Sie wächst in Höhen von 2500 bis 4200 Metern in Sichuan, Xizang, Yunnan, Bhutan, Indien und Nepal.[11]

- Cotoneaster microphyllus var. thymifolius (Baker) Koehne mit schmal länglichen oder länglich verkehrt-eiförmigen bis linealisch-lanzettlichen, 4 bis 16 Millimeter langen und 1,5 bis 5 selten bis 7 Millimeter breiten, auf beiden Seiten behaarten Blattspreiten. Die Kronblätter sind rosa-weiß gefärbt. Sie wächst in Höhen von 3000 bis 4000 Metern in Xizang, Yunnan, Indien und Nepal.[12]

## Verwendung
Die Kleinblättrige Zwergmispel wird aufgrund ihrer dekorativen Blüten und der bemerkenswerten Früchte häufig als Ziergehölz verwendet.

## Nachweise